# Charles Macintosh
Charles Macintosh (Glasgow, 29 dicembre 1766 – 25 luglio 1843) è stato un chimico e inventore scozzese.

## Biografia
Macintosh nacque a Glasgow, in Scozia, figlio di George Macintosh e Mary Moore, ed iniziò a lavorare come impiegato. Charles dedicava il suo tempo libero alla scienza, in particolare chimica, e prima di compiere 20 anni si dimise dal suo incarico per intraprendere la produzione di prodotti chimici. Amante di ogni forma della scienza e famoso per le sue numerose invenzioni, fu colui che per primo preparò il cloruro di calce. Inventò anche numerosi coloranti e ottenne un brevetto per essere riuscito a trasformare il ferro in acciaio grazie all'utilizzo di alte temperature.
Nel 1819 creò un materiale resistente all'acqua, grazie al quale nel 1823 produsse il primo impermeabile. A lui si deve il nome di Mackintosh, un mantello impermeabile con piccole modifiche rispetto al modello originario. Questo fu possibile grazie ai suoi esperimenti con la nafta, che portarono all'invenzione del tessuto impermeabile: l'essenza del suo brevetto era la cementazione di due spessori di tessuto insieme a gomma naturale, dove la gomma era resa solubile dall'azione della nafta. La nafta veniva preparata tramite distillazione di catrame di carbone con Bonnington Chemical Works, uno dei principali fornitori.
Macintosh sposò Mary Fisher nel 1790, figlia di Alexander Fisher, un mercante di Glasgow, ed ebbe un figlio, George Macintosh (1791–1848). 
Grazie alle sue scoperte del mondo della chimica, e in particolare sulla plastica, venne insignito nel 1823 di un riconoscimento dalla "Royal Society". Nel 1828, divenne socio di James Beaumont Neilson in una ditta per sfruttare il brevetto di quest'ultima per il soffiaggio a getto caldo negli altiforni, che risparmiava notevolmente sul loro consumo di carburante.
Charles morì nel 1843 e fu sepolto nel cimitero della Cattedrale di Glasgow. Fu sepolto con i suoi genitori nel terreno del suo bisnonno, John Anderson di Douhill, prevosto di Glasgow. Il suo nome venne aggiunto al monumento del XVII secolo che si erge contro il muro di cinta orientale. Esiste anche un monumento commemorativo secondario della fine del XIX secolo, in granito rosso lucido, leggermente a nord, dove Carlo viene nuovamente menzionato sulla tomba di suo figlio, George.